# アジピン酸ビス(2-エチルヘキシル)
アジピン酸ビス(2-エチルヘキシル)（アジピンさんビスにエチルヘキシル、Bis(2-ethylhexyl) adipate、略号：DEHA）は、化学式C22H42O4の有機化合物である。
アジピン酸ジオクチル（Dioctyl adipate、略号：DOA）とも呼ばれる。
アジピン酸と2-エチルヘキサノールのエステルで、ポリ塩化ビニルやゴムに低温柔軟性を付与する可塑剤としてフィルム・レザー等に使用されるほか、潤滑油としても利用される。
国外では食品用ラップフィルムにも使用されている。消防法による第4類危険物 第4石油類に該当する。